# Oxana Genrichowna Dmitrijewa

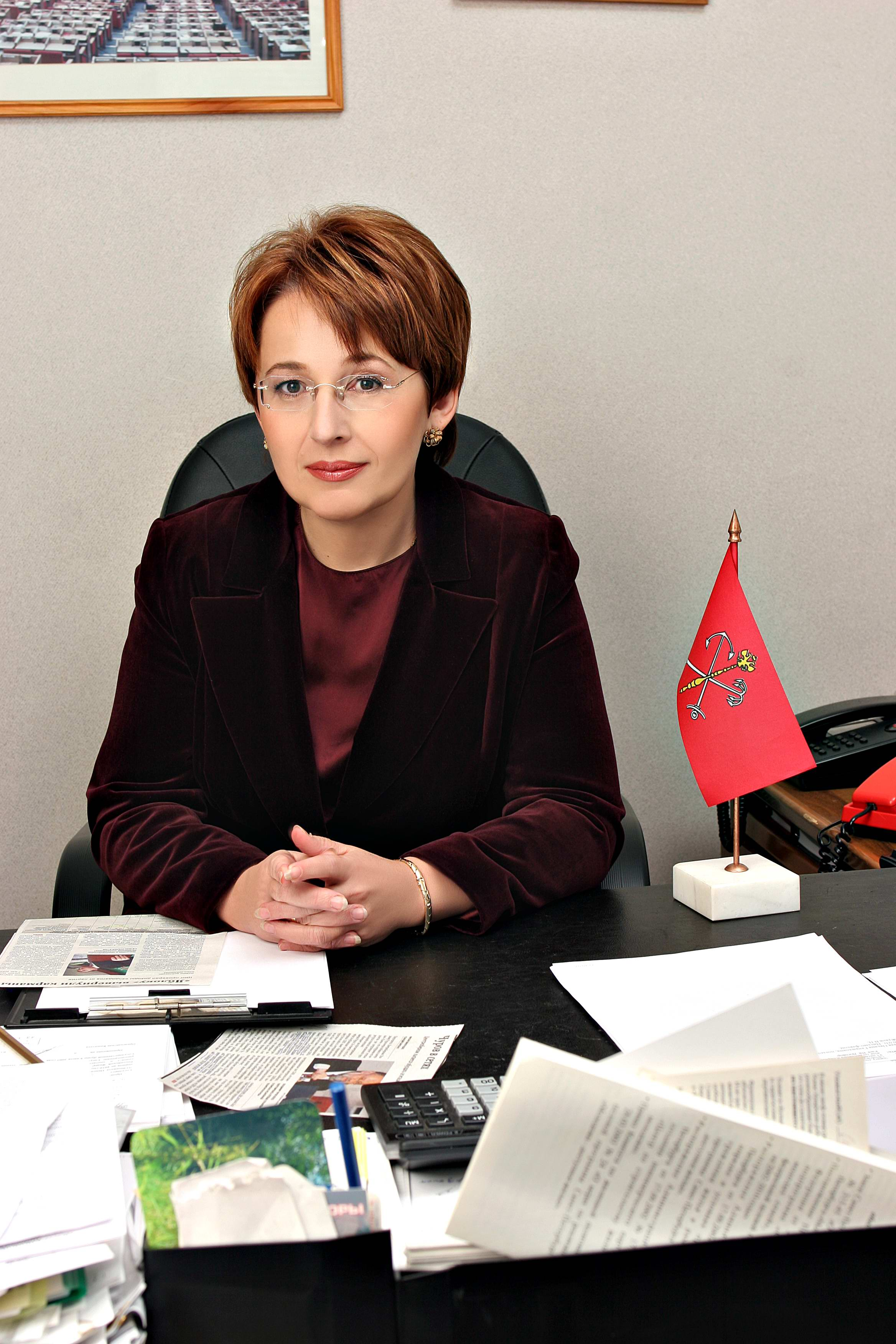
Oxana Genrichowna Dmitrijewa (2011)

Oxana Genrichowna Dmitrijewa (russisch Оксана Генриховна Дмитриева; * 3. April 1958 in Leningrad) ist eine russische Ökonomin, Politikerin und Hochschullehrerin.

## Leben
Dmitrijewas Vater Genrich Scholomowitsch Rosenberg (1925–2007) war Schiffsmechaniker, Begründer der sowjetischen Gaskraftwerke, Verdienter Erfinder der Russischen Föderation und arbeitete bis zu seinem Tode im Leningrader/St. Petersburger Institut der Meeresflotte. Dmitrijewas Mutter Natalja Jefimowna Dmitrijewa (* 1931) war nach einem Studium am Leningrader Institut für Wassertransportwesen bei Leonid Witaljewitsch Kantorowitsch Kandidat der ökonomischen Wissenschaften geworden. Dmitrijewas Großvater Scholom Iossifowitsch Rosenberg (1887–1942) hatte das Georgskreuz für Tapferkeit im Ersten Weltkrieg erhalten und starb während der Leningrader Blockade.
Nach dem Schulbesuch studierte Dmitrijewa an der Fakultät für Ökonomische Kybernetik des nach Nikolai Alexejewitsch Wosnessenski benannten Leningrader Instituts für Finanzen und Ökonomie (LFEI) mit Abschluss 1980 als Spezialistin für Ökonomie der Regionen. 1985 verteidigte sie ihre Kandidat-Dissertation über die Proportionalität der sozialistischen Reproduktion.
Anschließend arbeitete Dmitrijewa im Forschungslaboratorium für Untersuchungen der Regionalökonomie. 1991 organisierte sie das Forschungslaboratorium für Regionaldiagnostik und leitete es bis 1993. 1992 verteidigte sie ihre Doktor-Dissertation über die Ökonomie-Diagnostik der Regionen.
1993 und 1995 wurde Dmitrijewa auf der Jabloko-Liste in die Staatsduma der Föderationsversammlung der Russischen Föderation gewählt. Sie arbeitete im Haushaltsausschuss der Staatsduma und war Vorsitzende des Unterausschusses für Haushalt und Extrahaushaltsmittel. Sie erstellte die erste Fassung des Gesetzbuchs für die Haushaltserstellung, das 1998 angenommen wurde. Sie entwickelte die Verfahren für die Prüfung des Föderationshaushalts in der Staatsduma. Im Mai 1998 wurde sie Minister für Arbeit und soziale Entwicklung in der neuen Regierung des Ministerpräsidenten von Russland Sergei Wladilenowitsch Kirijenko, der im August 1998 von Präsident Jelzin wieder entlassen wurde. Dmitrijewa schied im September 1998 aus dem Amt. Sie war von der Jabloko-Partei ausgeschlossen worden, das diese gegen die Regierungsbeteiligung war. Nach der Entlassung lehrte Dmitrijewa als Professorin an der Staatlichen Universität für Wirtschaft und Finanzen Sankt Petersburg.
Bei der Parlamentswahl im Dezember 1999 wurde Dmitrijewa im Einpersonenwahlkreis in St. Petersburg als Unabhängige in die Staatsduma gewählt und wurde Vizevorsitzende des Haushaltsausschusses. Sie brachte Gesetze zur Verbesserung der sozialen Lage der unteren Bevölkerungsschichten ein. 2000 erreichte sie die Verabschiedung eines Gesetzes zur Gleichstellung der Träger der Medaille „Für die Verteidigung Leningrads“ mit den Teilnehmern des Deutsch-Sowjetischen Krieges. Bei der Beratung des Gesetzes über die arbeitenden Rentner verteidigte sie das Recht der arbeitenden Rentner auf die volle Rente. Sie brachte Gesetze zur Verbesserung des Haushalts- und Steuerrechts ein. Sie erhöhte die Investitionen für die Metro Sankt Petersburg.
Für die St. Petersburger Kommunalwahl 2001 leitete Dmitrijewa den Block Oxana Dmitrijewa, der über 100 Sitze gewann. Bei der Wahl 2003 wurde sie wieder als Unabhängige in die Staatsduma gewählt. Bei der Wahl 2007 zog sie als Abgeordnete der Partei Gerechtes Russland in die Staatsduma ein und wurde die erste Vizefraktionsvorsitzende dieser Partei. Wieder war sie Mitglied des Haushaltsausschusses. Ihre Vorschläge zur Verbesserung der Renten der Arbeiter mit Kopplung an die Durchschnittsverdienste sowie für eine Zweite Rente für Zwangsarbeiter in den deutschen Konzentrationslagern wurden von der Staatsduma abgelehnt. Sie war gegen die Pläne des Finanzministers Alexei Kudrin zur Einführung eines Stabilisierungsfonds mit teilweiser Kapitaldeckung der Renten. Sie war Hauptgegnerin der St. Petersburger Gouverneurin Walentina Matwijenko. Im April 2014 erhielt sie ein Ehrendiplom des Präsidenten der Russischen Föderation. Im Juni 2014 forderte sie den Generalstaatsanwalt Juri Tschaika auf, die Aktivitäten der Staatsfirma Rosnano und ihres Chefs Anatoli Tschubais zu untersuchen. Anfang März 2015 wurde Dmitrijewa aus der Führung der Regionalabteilung der Partei Gerechtes Russland ausgeschlossen, worauf sie am 30. März 2015 ihren Austritt aus der Partei erklärte. Im April 2015 verlor sie den Vizefraktionsvorsitz. Ihr Mann Iwan Dmitrijewitsch Gratschow verlor den Vorsitz des Energie-Ausschusses der Staatsduma.
Im Juli 2016 stand Dmitrijewa für die Staatsdumawahl auf der Liste der Wachstumspartei auf dem 2. Platz nach Boris Jurjewitsch Titow und bei der Wahl der Legislativversammlung St. Petersburgs auf dem 1. Platz. Ihr Wahlkampf wurde sehr behindert, und es gab Unregelmäßigkeiten bei der Wahl. Gewählt wurde der Kandidat der Partei Einiges Russland Michail Walentinowitsch Romanow. Die Leiterin der Zentralen Wahlkommission der Russischen Föderation Ella Alexandrowna Pamfilowa verurteilte die Unregelmäßigkeiten und forderte die Staatsanwaltschaft auf, die Vorgänge zu überṕrüfen. Bei der gleichzeitigen Wahl zur Legislativversammlung St. Petersburgs erhielt die Wachstumspartei unter Dmitrijewas Führung 10,7 % der Stimmen, wodurch sie in die Versammlung gewählt war. Für die Präsidentenwahl 2018 wurde von der Wachstumspartei im Juli 2017 statt Dmitrijewa Boris Jurjewitsch Titow zum Kandidaten gewählt.
Dmitrijewa ist Autorin von vier Monografien und mehr als 100 wissenschaftlichen Arbeiten.